# Врутци (община Соколац)
Врутци (на сръбски: Врутци) е село в Босна и Херцеговина, разположено в община Соколац, в ентитета на Република Сръбска. Намира се на 1276 метра надморска височина. Населението му според преброяването през 2013 г. е 12 души, от тях: 12 (100 %) бошняци.

## Население
Численост на населението според преброяванията през годините:
- 1961 – 123 души
- 1971 – 118 души
- 1981 – 111 души
- 1991 – 74 души
- 2013 – 12 души